# Museo de Historia de la Ciudad de Bataisk
El museo de historia de la ciudad de Bataisk (del ruso: Батайский музей истории) es un museo de la ciudad de Bataisk en el óblast de Rostov de Rusia. Se sitúa en el Parque de Cultura y Ocio de la ciudad, calle Kírova, 51a.

## Historia
El primer museo se abrió al público en 1966 en el lugar del cine.teatro de la ciudad. Originalmente fue bautizado como Museo de la Revolución y la Gloria Laboral y en el Combate. Se ubicada en dos salas, y su fondo contaba con unos 400 objetos a exhibir. El actual edificio fue inaugurado el 22 de abril de 1979. Fue renombrado en 1993. 

## Exposiciones del museo
Su área de exposición actual cubre 430 metros cuadrados y cuenta con unos 9.000 documentos  dedicados a la historia, arqueología y etnografía de Bataisk.
Cuenta con tres salas: la Sala de la Gloria Militar (objetos de la Guerra Civil y la Gran Guerra Patriótica, muro de la memoria con los nombres de los caídos), Sala de Folclore Local y Sala de Exposiciones.
Una de las principales exposiciones es sobre la historia de la Escuela de Aviación de Bataisk Sérov, por donde pasaron pilotos como Alekséi Marésiev -que inspiró la novela Un cuento sobre un hombre real de Borís Polevói-, Grigori Dólnikov y Aleksandr Bezhevets y los cosmonautas Vladímir Komarov, Yevgueni Jrunov y Víktor Gorbatkó. Otro tema principal es la estación ferroviaria de Bataisk, construida en 1875 por ukaz del zar Alejandro II, destacando su papel como importante enlace ferroviario y puerta de entrada al Cáucaso. En cuanto a la etnografía, las exposiciones tratan de la vida cotidiana tradicional de los habitantes de la ciudad, con muebles antiguos, herramientas campesinas y objetos decorativos y religiosos. Hay una exposición permanente del pintor local Nikolái Losevski.